# Taygetis haenschi
Taygetis haenschi är en fjärilsart som beskrevs av Gustav Weymer 1911. Taygetis haenschi ingår i släktet Taygetis och familjen praktfjärilar. Inga underarter finns listade i Catalogue of Life.